# تپه سیله
تپه سیله مربوط به هزاره دوم قبل از میلاد است و در شهرستان کامیاران، بخش مرکزی، روستای لون کهنه واقع شده و این اثر در تاریخ ۲۳ شهریور ۱۳۸۲ با شمارهٔ ثبت ۱۰۰۹۹ به‌عنوان یکی از آثار ملی ایران به ثبت رسیده است.